# Frans 3×3-basketbalteam (vrouwen)
Het Frans nationaal 3×3-basketbalteam is een team van 3×3-basketballers dat Frankrijk vertegenwoordigt in internationale wedstrijden. Het team staat onder verantwoordelijkheid van de Fédération française de basket-ball (FFBB).

## Olympische Spelen
| Jaar        | Plaats         | WG             | W              | V              | Spelers                    |
| ----------- | -------------- | -------------- | -------------- | -------------- | -------------------------- |
| 2020 Tokio  | 4e             | 10             | 5              | 5              | Paget, Guapo, Touré, Lucet |
| 2024 Parijs | gekwalificeerd | gekwalificeerd | gekwalificeerd | gekwalificeerd |                            |
| Totaal      | 1/1            | 8              | 4              | 4              |                            |

## Wereldkampioenschappen
| Jaar           | Plaats | WG | W  | V  | Spelers                               |
| -------------- | ------ | -- | -- | -- | ------------------------------------- |
| 2012 Athene    | 2e     | 9  | 8  | 1  | Gruszczynski, Helena, Le Leuch, Kamba |
| 2014 Moskou    | 5e     | 7  | 5  | 2  | Devillers, Le Leuch, Minté, Tchangoué |
| 2016 Guangzhou | 5e     | 5  | 3  | 2  | Le Leuch, Nayo, Palie, Sandra         |
| 2017 Nantes    | 10e    | 4  | 2  | 2  | Hériaud, Nayo, Palie, Sandra          |
| 2018 Bocaue    | 3e     | 7  | 5  | 2  | Diallo, Nayo, Paget, Tayeau           |
| 2019 Amsterdam | 3e     | 7  | 6  | 1  | Filip, Guapo, Paget, Touré            |
| 2022 Antwerpen | 1e     | 8  | 7  | 1  | Djekoundade, Guapo, Limouzin, Paget   |
| 2023 Wenen     | 2e     | 8  | 6  | 2  | Djekoundade, Guapo, Limouzin, Paget   |
| Totaal         | 8/8    | 55 | 42 | 13 |                                       |